# Charles Burnett
Charles Burnett (Vicksburg, Mississipi, 13 de abril de 1944) é um diretor estadunidense de televisão e cinema.
Burnett é considerado um dos maiores cineastas americanos. Burnett estudou filme em Los Angeles na UCLA e o seu primeiro filme de grande. Os filmes de Charles Burnett são reconhecidos pela intima e realística apresentação de famílias negras americanas. O primeiro filme de grande reconhecimento do diretor Charles Burnett foi Killer of Sheep de 1977.

## Filmografia
- Namibia: The Struggle for Liberation (2007)
- "The Blues" (2003)
- Warming by the Devil's Fire (2003)
- For Reel? (2003)
- Nat Turner: A Troublesome Property (2003)
- "American Family" (2002)
- Finding Buck McHenry (2000)
- Olivia's Story (2000)
- The Annihilation of Fish (1999)
- Selma, Lord, Selma (1999)
- Dr. Endesha Ida Mae Holland (1998)
- The Wedding (1998)
- Nightjohn (1996)
- When It Rains (1995)
- The Glass Shield (1994)
- America Becoming (1991)
- To Sleep with Anger (1990)
- My Brother's Wedding (1983)
- Killer of Sheep (1977)
- The Horse (1973)
- Several Friends (1969)